# Рибейро, Режина
Режина Рибейро (порт. Regina Ribeiro; род. 19 декабря 1961) — бразильская шахматистка, международный мастер среди женщин (1985).
В составе сборной Бразилии участница 10-и Олимпиад (1982—1988, 1992—1994, 2000, 2004—2006, 2014). На олимпиаде 1992 года выиграла бронзовую медаль в личном зачёте.

## Изменения рейтинга
| Графики недоступны из-за технических проблем. См. информацию на Фабрикаторе и на mediawiki.org. |